# Cologne Paper Art

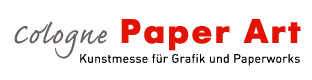
Logo Cologne Paper Art

Die Kunstmesse wird seit 2012 jährlich von der Magnus Kunstmesse Gesellschaft veranstaltet und findet in der Vulkanhalle im Kölner Stadtteil Ehrenfeld statt. Gesellschafter und Geschäftsführer der Magnus Kunstmesse Gesellschaft sind David Gang und Dieter Klein. Die Cologne Paper Art ist eine Spezialmesse für zeitgenössische und klassisch moderne Grafik sowie Arbeiten auf und in Papier. Rund 60 Galerien und Editionen präsentieren ihr Programm. Die Messe findet zeitgleich zur Art Cologne statt.